# Neoterebra guayaquilensis
Neoterebra guayaquilensis é uma espécie de gastrópode do gênero Neoterebra, pertencente a família Terebridae.